# Het eiland (televisieserie)
Het eiland is een Vlaamse komische serie uit 2004-2005, geregisseerd en geschreven door Jan Eelen en geproduceerd door Woestijnvis. De serie draait rond collega's die trachten met elkaar op te schieten op kantoor.
De serie werd meermaals bekroond. Het programma won de prijs voor het beste Vlaamse televisieprogramma van 2004 en deelde die prijs uitzonderlijk met Zonnekinderen. Het eiland won ook de HA! van Humo 2005 en Humo's Prijs van de Kijker 2004 en 2005.

## Concept
De titel Het eiland verwijst naar het werkeiland waar de drie groepen werknemers elk bij elkaar zitten. De serie speelt zich af op het kantoor van de Vlaamse vestiging van het fictieve Amerikaanse bedrijf Cynalco Medics. Deze firma staat in voor de ontwikkeling, productie en distributie van medische apparatuur en diensten.
Qua concept doet de reeks sterk denken aan De Collega's en The Office, komediereeksen die zich ook in een kantooromgeving afspelen. In tegenstelling tot die laatste reeks is Het eiland echter geen mockumentary, maar eerder een traditioneel gefilmde sitcom, waarbij de personages zich niet bewust zijn van de camera. De serie vertoont gelijkenissen met het Woestijnvis-televisieprogramma In de gloria. Ze werden allebei geregisseerd door Jan Eelen en heel wat acteurs komen in beide reeksen voor, soms zelfs in soortgelijke rollen.

## Personages

### Hoofdrollen
- Lydia Protut (Sien Eggers), hoofd administratie (reeks 1)
- Guido Pallemans (Frank Focketyn), diensthoofd import/export (reeks 1)
- Michel Drets (Dirk Van Dijck), diensthoofd import/export (reeks 2)
- Frankie Loosveld (Wim Opbrouck)
- Alain Vandam (Tom Van Dyck)
- Anita Backx (Rita Beckx)
- Hanz Rimmer (Peter Ceustermans)
- Sammy Tanghe (Bruno Vanden Broecke)
- Linda Hombroeckx (Tania Van der Sanden)
- Frederik "Fré" Van Rooy (Jeroen Van Dyck)
- Liesje Walschaerts (An Miller)
- Bert "Bucky" Laplasse (Lucas Van den Eynde), hoofd administratie (reeks 2)

### Bijrollen
- Rik Nallaerts (Warre Borgmans), hoofd Cynalco België
- Luc Pasteels (Marc Van Eeghem), IT-manager
- Fien (Kyoko Scholiers), secretaresse van Protut
- Jeroen alias "de Wisser" (Rik Van Geel), computerdeskundige
- Sonja Boeckx (Mieke De Groote), vrouw van Michel
- Robert Hasselbanks (Ted Fletcher), CEO Cynalco
- Roger (Jan Van Looveren), ex-man van Linda
- Sarah Michiels (Sofie Heyens), dienst onthaal

## Afleveringen

### Seizoen 1
| Nr. | Nr. in seizoen | Titel               | Eerste uitzenddatum |
| --- | -------------- | ------------------- | ------------------- |
| X | X              | Een rare dag        | /                   |
| Proefprogramma met dezelfde verhaallijn als aflevering 1. Nooit uitgezonden. Gastrollen: Roos Van Acker, Lucas Van den Eynde als Michel Drets |                |                     |                     |
| 1 | 1              | Een bewogen dag     | 31 januari 2004     |
| Guido Pallemans, Michel Drets en Frankie Loosveld werken alle drie aan hetzelfde bureau-eiland op de dienst administratie van Cynalco Medics, een bedrijf dat gespecialiseerd is in medische apparatuur. Met de nodige humor en met respect voor elkaars gewoontes en rituelen slagen de drie vrienden erin een harmonieus evenwicht op het eiland te creëren. Wanneer manager Lydia Protut op een dag een ingrijpende beslissing neemt, lijkt het evenwicht op het eiland voorgoed verstoord. Gastrol: Jaak Van Assche als Jean |                |                     |                     |
| 2 | 2              | Een moeilijke start | 7 februari 2004     |
| Guido Pallemans is nu diensthoofd van de sectie import/export van de Cynalco-administratie en dat valt hem zwaar. Er komt te veel op hem af en hij slaagt er maar niet in snelle en juiste beslissingen te nemen. Het feit dat manager Lydia Protut over zijn schouder meekijkt, bemoeilijkt de zaak alleen maar. Ook Frankie en Michel zijn het noorden kwijt: hun beste vriend wordt nu ook hun baas en dat verandert alles. Bovendien blijkt nieuwkomer Alain Vandam niet echt goed te liggen in de groep. Nochtans doet hij zijn uiterste best om op het eiland aanvaard te raken. Gastrollen: Jakob Beks als magazijnier Bert, Els Olaerts als Marianne |                |                     |                     |
| 3 | 3              | Geel!               | 14 februari 2004    |
| Guido krijgt vandaag zijn bedrijfswagen, mét GPS. Michel heeft een nieuw systeem ontwikkeld om Guido te helpen bij het handhaven van de orde op de dienst. Alain wordt geïnterviewd voor het Cynalco-magazine over zijn vijs en Frankie voelt zich buitengesloten. Gastrollen: Rudy Begas als journalist, Bob Van Der Veken als Julien, Koen De Graeve als garagist, Els Olaerts als Marianne |                |                     |                     |
| 4 | 4              | Vandam Plastic      | 21 februari 2004    |
| Dré Vandam, de vader van Alain maakt op de dienst kennis met de collega's van zijn zoon. Hij maakt van de gelegenheid handig gebruik om Guido een industriële zonnewering aan te smeren. Gastrol: Fred Van Kuyk als Dré Vandam |                |                     |                     |
| 5 | 5              | Lente               | 28 februari 2004    |
| De eerste lentedag is op het eiland een dag vol van traditie en symboliek. Alain is hiervan niet op de hoogte en kan de aanhoudende pesterijen van Frankie niet langer aan. Het komt tot een uitbarsting. Gastrol: Gommer van Rousselt als cursusleider |                |                     |                     |
| 6 | 6              | Groepsdynamiek      | 6 maart 2004        |
| Meneer Hasselbanks, de grote baas van Cynalco, bezoekt het bedrijf. Guido Pallemans wordt uitgenodigd voor een gesprek. Ondertussen heeft Lydia Protut voor zijn dienst een workshop georganiseerd over groepsdynamiek. Alain heeft vandaag liefdesverdriet. Gastrollen: Alice Reijs als Nolleke Lodiers, Dina Tersago als Sofie Lemaître |                |                     |                     |
| 7 | 7              | De dag des oordeels | 13 maart 2004       |
| Diensthoofd Guido Pallemans snakt naar een rustige dag. Maar Frankie Loosveld heeft een plan uitgewerkt om op een speelse manier de productiviteit te verhogen. Linda zou graag haar kunstwerk op de dienst tentoonstellen. Manager Lydia Protut doet een huiveringwekkende ontdekking. Gastrol: Dina Tersago als Sofie Lemaître |                |                     |                     |

### Seizoen 2
| Nr. | Nr. in seizoen | Titel           | Eerste uitzenddatum |
| --- | -------------- | --------------- | ------------------- |
| 8 | 1              | Een nieuwe wind | 22 januari 2005     |
| Guido wil niet langer diensthoofd zijn en beveelt Michel aan als plaatsvervanger. Alain 'de Protput' Vandam lijkt eindelijk aanvaard door Frankie en wordt weer gewoon Alain Vandam. Maar Frankie heeft het moeilijk met de terugkeer van Guido, die weer op het eiland komt zitten. Ondertussen loopt Michel veel te hard van stapel. En net wanneer hij alles onder controle lijkt te hebben, biedt de vervanger van Lydia Protut zich aan: Bucky Laplasse.                        |                |                 |                     |
| 9 | 2              | De evaluatie    | 29 januari 2005     |
| Vandaag komt Bucky Laplasse, de nieuwe manager, voor het eerst langs op de vloer om kennis te maken met de dienst administratie van Cynalco Medics. Dat zorgt meteen voor de nodige onrust bij Michel, zeker wanneer blijkt dat Bucky aan iedereen vraagt wat ze van hun diensthoofd vinden. Bucky nodigt Michel uit voor een grondige evaluatie en legt hem uit hoe hij van een groep een ploeg kan maken. Gastrol: Stijn Cole als Ronny Ramon                                      |                |                 |                     |
| 10 | 3              | De NV Drets     | 5 februari 2005     |
| Bucky legt aan Michel uit hoe belangrijk netwerken is. Michel moet het gezicht van de administratie worden en iedereen moet weten wie dat gezicht is. Frankie is door het dolle heen omdat een van zijn ideeën goedgekeurd is: een dagelijkse trivial voor heel de dienst. Sammy heeft het gevoel dat Alain steeds meer afstand neemt. Gastrollen: Lieve Willekens als Marijs De Paepe, Ben Segers als "Patattenkop"-roeper, Luc Nuyens als Tony Paillard, Gilbert Spruyt als Rommes |                |                 |                     |
| 11 | 4              | Lesley          | 12 februari 2005    |
| Alain denkt dat Liesje kwaad is en dat zit hem dwars. Sammy vangt hem op. Michel heeft een delicate opdracht van zijn vrouw meegekregen. Maar door een onverwachte afspraak met Bucky is hij verplicht zijn opdracht over te dragen aan Guido. Gastrollen: Willy Thomas als Ludo, Emmy Leemans als tante Wiske, Kosi Hidama als Japanner |                |                 |                     |
| 12 | 5              | Het feest       | 19 februari 2005    |
| Michel komt met nieuwe moed op de dienst en voelt zich strijdbaarder dan ooit. Frankie heeft het nog steeds moeilijk met de dood van Lesley. Alain is in paniek omdat hij valselijk beschuldigd wordt. Er is ook goed nieuws: Liesje verjaart vandaag en geeft een feestje. Gastrollen: Els Béatse als Kathleen Walschaerts, Wouter Hendrickx als DJ Alain |                |                 |                     |
| 13 | 6              | Het einde       | 26 februari 2005    |
| Het feest van Liesje gaat in volle hevigheid verder. Blijft Michel in supervorm? Danst Sammy het gat van zijn lijf? Zal Frankie de discobar onbeschadigd teruggeven? Krijgt Linda de droomdate waar ze op hoopt? Hoe gaat het met de emotionele toestand van Alain? En: wat zit er in het pakje van Bucky? Gastrollen: Els Béatse als Kathleen Walschaerts, Wouter Hendrickx als DJ Alain, Luc Nuyens als Tony Paillard, Appie Gorter als Ad Hoekstra, Mats Watte als Lesley Drets   |                |                 |                     |

## Media
De serie is eind 2005 uitgebracht op dvd. In 2008 werd de serie uitgezonden door Comedy Central Nederland en in 2016 voor een tweede keer op Eén. In september 2020 verscheen het op streamingdienst Streamz.
In 2021 maakte Kristof Colle de podcast 'De Protpod' waaraan enkele acteurs en regisseur Jan Eelen deelnamen. De huidige co-host van de podcast is Evi Colson.

## Trivia
- Het gebouw van Cynalco Medics dat in beeld komt, is het vroegere gebouw van Woestijnvis in Zaventem. De plaats waar alles vanbinnen werd gefilmd, is dan weer het gebouw ernaast.
- Enkele hoofdpersonages uit de reeks hadden een cameo in het Kiekeboealbum De Himbagodin, waar ze blijkbaar op hetzelfde bureau als Marcel Kiekeboe werken.
- Het personage Hanz Rimmer dook later op in de serie Callboys.